# Glenea juno
Glenea juno é uma espécie de escaravelho da família Cerambycidae. Foi descrito por James Thomson em 1865.  É conhecida a sua existência em Borneo e Malásia.